# Парламентские выборы в Науру (1995)
Парламентские выборы в Науру прошли 18 ноября 1995 года. Все кандидаты были независимыми, так как в стране не существовало политических партий. На 18 мест Парламента претендовало 67 кандидатов, наибольшее количество за историю страны. Новый Парламент избрал президентом Лагумот Харрис 10 голосами против 7. Он одержал победу над президентом Бернардом Довийого, которого обвиняли в растрате миллионов долларов, полученных как роялти от добычи фосфатов. Явка составила 79,9%..
Единственная женщина-депутат Руби Дедийя от Анетан вернула своё место в парламенте, утраченное на предыдущих выборах.

## Результаты
| Партия                               | Голоса | %    | Места |
| ------------------------------------ | ------ | ---- | ----- |
| Независимые                          |        | 100  | 18    |
| Недействительных/пустых бюллетеней   |        | -    | -     |
| Всего                                | 2 358  | 100  | 18    |
| Зарегистрированных избирателей/ Явка | 2 952  | 79,9 | –     |
| Источник: Nohlen et al.              |        |      |       |